# Day Tripper
1965. december 3-án (az Amerikai Egyesült Államokban december 6-án) jelent meg a Beatles Day Tripper című dala a We Can Work It Out című dupla A-oldalas kislemez tulajdonképpeni B-oldalán.

## Keletkezése
A dal a kiadó nyomására született, mivel a közelgő karácsonyi szezonra új kislemezt kellett kiadni. A szöveg nagy részét és a híres gitárriffet John Lennon írta, Paul McCartney a refrének megírásában segített. A dal címe (a day-trip egynapos kirándulást jelent, a day-tripper pedig az ilyen kiránduláson részt vevő turistát) tipikus lennoni szójáték: „Day trippernek azokat az embereket hívjuk, akik egynapos kirándulásra mennek, érted? Általában komppal vagy valami hasonlóval. De a dal másról szól… a hétvégi hippikről. Érted?” Ugyanebben az interjúban ezt mondta: „Az én dalom. A gitárriff, minden.” Ám az 1970-ben adott Rolling Stone-interjúban a Day Trippert a McCartneyval közös dalszerzés példájaként említette, amikor egyiküknek megvolt az alapötlet, a másik pedig segített a befejezésben. McCartney azt mondta, hogy a dal közös munka eredménye, melynek alapja Lennontól származik.
A szöveg részben McCartneyról is szólhat, aki vonakodott kipróbálni az LSD-t (csak 1966-ban adta be a derekát). Lennon és George Harrison viszont már 1965 eleje óta kísérletezett a kábítószerrel, amit először egy londoni fogorvos barátjuk csempészett a kávéjukba egy vacsora után. 1965 augusztusában Lennon bevallotta, hogy „szinte állandóan habzsolta”. Első ránézésre a dal egy lányról szól, aki a követendő utat mutatja az énekesnek. A „she's a big teaser (ő egy igazi csábító)” sor eredetileg „she's a prick teaser (kb. ő viccből is megszúr)” volt. Ennek fényében a dal a Norwegian Wood (This Bird Has Flown) titokzatos hősnőjéről is szólhat. McCartney Many Years from Now című könyvében elismerte, hogy a Day Tripper a kábítószerekről szól.
Ian MacDonald ezt írta a dalról: „E-dúros, tizenkét ütemes dalnak indul, amely a refrénben cselesen átvált tizenkét ütemes párhuzamos mollba, majd visszatérés előtt az előírásszerű H-ra – újabb vicc ez az együttes részéről, hiszen eldöntötték, hogy új irányvonaluk a humor.” Ezt az is alátámasztja, hogy McCartney a Melody Makernek adott 1966-os interjújában azt mondta a Day Tripperről és a Drive My Carról (amit három nappal korábban vettek fel), hogy „humoros dalok, poénnal a végükön”. Lennon valószínűleg úgy jutott el a riffhez, hogy a Rolling Stones (I Can't Get No) Satisfaction című dalának riffjét próbálta feljavítani. A dalt McCartney és Lennon énekli, bár McCartney hangja erősebben hallatszik (ez egyébként ellentmond annak a gyakorlatnak, hogy minden dalt a fő szerző énekel).

## A dal felvétele
A dalt 1965. október 16-án, a londoni Abbey Road Studios 2. stúdiójában vették fel. Miután elkészültek, az If I Needed Someone alapját is felvették.
A dal végleges változatában hallható egy kihagyás 1:58-nál (a Past Masters, Volume Twon megjelent változatban 1:50-nél), ami az egyik „leglátványosabb” hiba a Beatles felvételei között. Ennek során a szólógitár egy pillanatra eltűnik, ami vagy műszaki hiba, vagy pedig hanyag keverés eredménye. A 1 című válogatás kiadására a hibát kijavították.

## Feldolgozások
Jimi Hendrix - Day Tripper

## Közreműködők
- John Lennon – ének, ritmusgitár, szólógitár
- Paul McCartney – ének, basszusgitár
- George Harrison – vokál, szólógitár
- Ringo Starr – dob, ütőhangszerek, csörgődob

### Produkció
- Norman Smith – hangmérnök
- George Martin – producer